# Earling (Iowa)
Earling es una ciudad situada en el condado de Shelby, en el estado de Iowa, Estados Unidos. Según el censo de 2010 tenía una población de 437 habitantes.

## Geografía
Según la Oficina del Censo de los Estados Unidos, la localidad tiene un área total de 1,56 km², la totalidad de los cuales 1,56 km² corresponden a tierra firme.

## Demografía
Según el censo de 2010, había 437 personas residiendo en la localidad. La densidad de población era de 280,13 hab./km². Había 185 viviendas con una densidad media de 118,59 viviendas/km². El 97,94% de los habitantes eran blancos, el 0,23% afroamericanos, el 1,37% amerindios y el 0,46% pertenecía a dos o más razas. El 1,14% de la población eran hispanos o latinos de cualquier raza.